# فرانسوا بورغينيون
فرانسوا بورغينيون (بالفرنسية: François Bourguignon)‏ هو اقتصادي فرنسي، ولد في 22 مايو 1945.